# Тинская
Тинская — деревня в Саянском районе Красноярского края. Административный центр Тинского сельсовета.

## История
Основана в 1846 году. В 1926 году село Тинское состояло из 224 хозяйств, основное население — русские. Центр Тинского сельсовета Агинского района Канского округа Сибирского края.

## Население
| 1926 | 2010 |
| ---- | ---- |
| 1073 | ↘233 |